# 雅克·奥芬巴赫

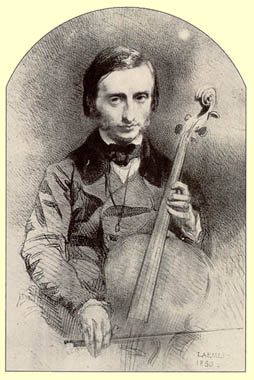
年輕時的雅克·奥芬巴赫

雅克·奥芬巴赫（法語：Jacques Offenbach，1819年6月20日—1880年10月5日），出生於德国的法国作曲家。
奥芬巴赫1819年出生于德国科隆的一个犹太人家庭，他的父亲是一个出版家兼犹太教堂唱诗班主唱。1833年奥芬巴赫14岁时随家人移居法国，并考入巴黎音乐院，36岁的时候他开设了一家轻歌剧院。但繁重的工作以及频频往返于伦敦、维也纳等地演出使奥芬巴赫患上了多种疾病，终于创作最后一部歌剧时病情恶化去世，享年61岁。奥芬巴赫一生作有大量作品，被后人尊为轻歌剧的奠基人，其轻歌剧情节轻快幽默，曲风优美，多採用当时流行的歌曲、舞曲形式，使作品通俗易懂。奥芬巴赫最出色的几部轻歌剧比当时大多数真正的喜歌剧显示出更持久的力量，这些作品是《天堂與地獄序曲》（1858年）和《美丽的海伦》（1864年）等。《天堂與地獄序曲》是奥芬巴赫最出色的作品，尤其是歌曲中的康康舞，虽然康康舞的歌曲长度较短，却以快速和激烈的风格为人熟悉，成为世界古典名曲之一。